# Jean-Claude Olry
Jean-Claude Patrice Jacques Bernard Olry (Boves, 28 de diciembre de 1949) es un deportista francés que compitió en piragüismo en la modalidad de eslalon.
Participó en los Juegos Olímpicos de Múnich 1972, obteniendo una medalla de bronce en la prueba de C2 (haciendo pareja con su hermano Jean-Louis). Ganó dos medallas en el Campeonato Mundial de Piragüismo en Eslalon de 1969, oro en la prueba de C2 individual y bronce en C2 por equipos.

## Palmarés internacional
| Juegos Olímpicos   | Juegos Olímpicos              | Juegos Olímpicos  | Juegos Olímpicos |
| Año                | Lugar                         | Medalla           | Competición      |
| ------------------ | ----------------------------- | ----------------- | ---------------- |
| 1972               | Múnich (RFA)                  | Medalla de bronce | C2 individual    |
| Campeonato Mundial |                               |                   |                  |
| Año                | Lugar                         | Medalla           | Competición      |
| 1969               | Bourg-Saint-Maurice (Francia) | Medalla de oro    | C2 individual    |
| 1969               | Bourg-Saint-Maurice (Francia) | Medalla de bronce | C2 por equipos   |